# Verwaltungsgemeinschaft Greußen
In de Verwaltungsgemeinschaft Greußen uit de Kyffhäuserkreis in de Duitse deelstaat Thüringen hebben zich negen gemeenten voor het vervullen van hun gemeentelijke taken aaneengesloten. Zetel van de Verwaltungsgemeinschaft is Greußen.

## Gemeenten
1. Clingen, stad
2. Greußen, stad
3. Großenehrich, stad
4. Niederbösa
5. Oberbösa
6. Topfstedt
7. Trebra
8. Wasserthaleben
9. Westgreußen

## Geschiedenis
De Verwaltungsgemeinschaft werd op 25 maart 1992 opgericht. Met ingang van 1 december 2010 sloot zich ook de stad Großenehrich bij de Verwaltungsgemeinschaft aan. Op 31 december 2012 kwam de gemeente Oberbösa uit de opgeheven Verwaltungsgemeinschaft Kyffhäuser daarbij.